# Estadi Cartagonova
L'Estadi del FC Cartagena és el Cartagonova. Inaugurat a Cartagena l'any 1988, té una capacitat de 15.000 espectadors, tots asseguts. És el segon estadi amb major capacitat de la Regió de Múrcia, per darrere de La Nueva Condomina (Reial Múrcia). El primer partit que es va disputar en l'estadi va ser un Cartagena FC - Real Burgos en segona divisió que va finalitzar en empat a zero. El Cartagena FC com a equip local va rebre la visita en competició oficial de Copa del Rei al FC Barcelona i Athletic Club entre d'altres. Altres esdeveniments viscuts en l'estadi van ser l'Espanya-Grècia sub-18, l'Espanya-Malta sub-21, i sobretot l'Espanya-Polònia de seleccions absolutes, convertint-se així com el primer estadi de la Regió de Múrcia que celebrà un partit internacional.
El 28 de febrer de 2007 l'estadi Cartagonova va albergar el debut de la selecció de Cartagena absoluta, que es va enfrontar a Illes Fèroe per a commemorar el centenari de la fundació del primer club de futbol de la ciutat. L'assistència va ser de 12.000 persones.
Amb caràcter amistós són molts els equips que han visitat l'estadi Cartagonova: Reial Madrid, Bayern de Múnic, Atlètic de Madrid, Deportivo de La Corunya, Manchester City, PSV Eindhoven, Galatasaray, Perugia, Borussia Dortmund…
La major entrada registrada en l'estadi va ser de 20.000 persones (abans de la remodelació dels seients) en un partit de promoció d'ascens a segona divisió A enfront del Còrdova CF l'any 1999.